# Раксажены
Раксажены — деревня в Большеигнатовском районе Мордовии. Входит в состав Протасовского сельского поселения.

## История
В «Списке населённых мест Нижегородской губернии за 1863» Раксажены владельческая деревня из 11 дворов Лукояновского уезда.

## Население
| 2002 | 2010 |
| ---- | ---- |
| 19   | ↘2   |

Национальный состав
Согласно результатам Всероссийской переписи населения 2002 года, в национальной структуре населения мордва-эрзя составляли 100 %.